# Henri Antoine Marie Teissier
Henri Antoine Marie Teissier (Lyon, França, 21 de julho de 1929 - Lyon, França, 1 de dezembro de 2020) foi um clérigo francês e arcebispo católico romano de Argel.
Henri Teissier vem de uma família Pieds-noir com sede em Philippeville desde 1849. Como seu pai era oficial de carreira, ele nasceu na França continental e cresceu em diferentes lugares lá. Desde 1947 a família vivia em Argel. Estudou literatura clássica em Marrocos, filosofia na Sorbonne, teologia no Institut Catholique de Paris, língua e literatura árabe na École national des langues vivantes de Paris, estudos árabes na Universidade do Cairo e na Universidade de Aix. Em 24 de março de 1955 foi ordenado sacerdote da Arquidiocese de Argel.
Em 1966 tornou-se diretor do Centre d'Etudes Diocésain (Centro Diocesano de Estudos) em Argel. Ele vivia na Argélia desde 1947 e tornou-se cidadão argelino em 1965.
Em 30 de novembro de 1972, o Papa Paulo VI o nomeou ao Bispo de Orã. O arcebispo de Argel, cardeal Léon-Etienne Duval, deu-lhe a consagração episcopal em 3 de fevereiro do ano seguinte; Os co-consagradores foram o arcebispo Sante Portalupi, núncio apostólico na Argélia, e o bispo auxiliar de Paderborn baseado em Magdeburg, Johannes Braun.
Em 20 de dezembro de 1980 foi nomeado arcebispo coadjutor da Arquidiocese de Argel. Com a renúncia do Cardeal Duval em 19 de abril de 1988, ele o sucedeu como Arcebispo de Argel.
Papa Bento XVI aceitou sua aposentadoria em 24 de maio de 2008. Ele morreu em 1º de dezembro de 2020, aos 91 anos, como resultado de um derrame no Hôpital Édouard-Herriot em Lyon.
Teissier foi membro do secretariado para as relações com os não cristãos (1971), como vice-presidente da Caritas Internacional para os países árabes (1975-1987) esteve envolvido em vários simpósios islâmico-cristãos e nas duas conferências de cristãos para a Palestina . Em 1976, durante seu mandato episcopal, as escolas católicas na Argélia foram nacionalizadas, a lei Sharia foi definida como padrão legal e o árabe foi escolhido como a única língua de instrução. Teissier foi presidente da Conferência Episcopal Regional do Norte da África (CERNA) de 1983 a 2004. Ele é considerado o principal representante do diálogo entre cristianismo e islamismo, embora entre 1994 e 1996 19 padres católicos morreram como resultado de ações terroristas islâmicas e em 1996 os monges trapistas de Tibhirine foram assassinados.
Em 2000 ele recebeu um doutorado honorário do Institut Catholique de Paris pelo trabalho de sua vida na promoção do diálogo cristão-islâmico. Em 2008 foi nomeado Cavaleiro da Legião de Honra. Henri Teissier foi nomeado pelo Papa Bento XVI em 23 de setembro de 2009 como membro da Segunda Assembleia Especial para a África do Sínodo dos Bispos (4-25 de outubro de 2009).